# Siemens SXG75
Siemens SXG75 — сотовый телефон третьего поколения (3G стандарт), последний аппарат, выпущенный под брендом Siemens, и первый аппарат компании со встроенным GPS-приёмником.

## Описание
Впервые был анонсирован всему миру 10 марта 2005 года на выставке информационных технологий CeBIT-2005 в Ганновере (Германия), официальный старт продаж в Европе — вторая половина 2005 года (начальная стоимость составила 450 $).
Телефон основан на программно-аппаратной платформе MSM6250, разработанной американской корпорацией Qualcomm. Операционной системой в SXG75 является propriety-Linux, с надстройкой над OS BREW-платформой version: 3.1.3.17 (Binary Runtime Environment for Wireless), на этом же уровне реализована поддержка Java (над BREW), создание интерфейса базировано также на BREW. Центральный процессор — Qualcomm MSM6250, с ядром ARM926EJ-S от компании ARM Ltd., работающим на частоте 146 МГц. Оперативная память — HY18L512320BF-7, тип SDRAM, производитель Qimonda (бывшее подразделение Infineon), объёмом 512 Мегабит (64 Мегабайт). Флеш-память — TH58DYG0AA2XGP5, NAND типа, производитель Toshiba, объёмом 1 Гигабит (128 Мегабайт).
С технической точки зрения, на момент выхода в массы, аппарат очень функциональный, но программная часть оказалась сырой, в результате многие функции были либо урезанными, либо производителю вообще пришлось от них отказаться. Тем не менее, по функциональности аппарат был подобен смартфонам, хотя в Siemens позиционировали его именно как телефон третьего поколения, работающий в UMTS-сетях сотовой связи. В течение 2008 года в условиях полнейшего отсутствия информации по собственно Сименсовским особенностям реализации этой платформы усилиями и кропотливой работой пользователей Siemens SXG75 с новыми BREW-приложениями на борту получил вторую жизнь.

## Версии телефона
Существует несколько версий телефона:
Siemens WOLF5 Prototype — прототип, изготовленный исключительно для настройки и тестирования разработчиками внутри компании. Очень ранние прототипы проекта WOLF5 отличаются от серийного SXG75 как программно, так и аппаратно. Прошивки на ранних прототипах отличаются от прошивки серийных девайсов отсутствием подписи. Все прототипы имеют корпуса как чёрного, так и белого цвета. Внешне некоторые прототипы имеют следующие отличия: немного видоизменённый передний динамик; поменянные местами на клавиатуре между собой кнопки для вызова многозадачности и встроенного браузера; небольшой выемкой сверху на крышке АКБ для более удобной разборки аппарата и извлечения аккумуляторной батареи; более тонким и менее качественным корпусом; наличием штампа «NOT FOR SALE» на наклейке с IMEI-кодом под аккумулятором; сам IMEI-код преимущественно начинается на «0044…», но более поздние прототипы (презентационные модели) имеют и «3572…»; иногда имеют голубую подсветку клавиатуры; билды прошивок начинаются на MMTG, MMTZ, MMSZ, MMTO. Некоторые прототипы работают с USB-кабелями как с DCA-540, так и с DCA-510, а некоторые — только с DCA-510.
На сегодняшний день известно несколько версий прототипов проекта WOLF5, от самых ранних до предсерийных:
Prototype B1 — очень ранние платы, имеющие значительное отличие от серийных, даже не имеют разводки под зарядку батареи, почти ничего не работает, только общее представление о предварительном виде интерфейса, наличие SingleBoot (Emergency mode или Экстренный режим нет в принципе). Оперативная память SDRAM Samsung K4S51323PF-EF1L, объёмом 512 Мегабит (64 Мегабайт), а также флеш-память NAND от компании Samsung K9K1208Q0C на 66 Мегабайт. Внешне имеют плохое качество металлизации на корпусе, отсутствуют традиционные надписи «Siemens» над дисплеем и на задней крышке GSM-антенны и «SXG75» — под дисплеем, а также сам корпус значительно худшего качества, местами просвечивается от собственной подсветки клавиатуры;
Prototype B1+ — очень ранние платы, так же имеющие значительное отличие от серийных, с выводом PIN-контактов на задней стороне платы возле SIM-держателя для подключения JTAG Intarface, но уже имеющие разводки под зарядку батареи, наличие SingleBoot (Emergency mode, или Экстренный режим, нет в принципе). Оперативная память SDRAM Samsung K4S51323PF-EF1L, объёмом 512 Мегабит (64 Мегабайт), а также флеш-память NAND от компании Samsung K9K1208D0C или K9K1208Q0C на 66 Мегабайт. Более ранние версии BREW-платформы — 3.1.3.09, 3.1.3.10 и 3.1.3.11. В этих прототипах имеются частично рабочие предустановленные BREW-приложения: PTT (Walky Talky), Обратный Отсчёт, Записки, Задачи, Редактор картинок, Калькулятор, Конвертер величин;
- Siemens SXG75 Prototype B1+
- Siemens SXG75 Prototype B1+
- Siemens SXG75 Prototype B1+

Prototype B2.2.1 — ранняя плата, но внешне не имеет отличий от серийных, почти все функции работают, но иногда происходят сбои с последующим рестартом телефона, нет возможности войти в пункт меню «Мои файлы», при попытке сделать фото задней камерой — вылет, очень сырой и явно недоработанный вид интерфейса, BREW Version: 3.1.3.11, наличие SingleBoot (Emergency mode, или Экстренный режим, нет в принципе), IMEI-код начинается на «A0044…», а также NAND чип от компании Toshiba на 128 Мегабайт, как и в серийных аппаратах. В этих прототипах также имеются частично рабочие предустановленные BREW-приложения: PTT (Walky Talky), Обратный Отсчёт, Записки, Задачи, Редактор картинок, Калькулятор, Конвертер величин;
- Siemens SXG75 Prototype B2.2.1
- Siemens SXG75 Prototype B2.2.1

Prototype B2.2.2 — ранняя плата, но внешне не имеет отличий от серийных, ранняя версия билда прошивки (SW Build: MMTG-1.0.303), BREW Version: 3.1.3.11, наличие SingleBoot (Emergency mode, или Экстренный режим, нет в принципе), IMEI-код начинается на «0044…»;
Prototype with JTAG Intarface — ранняя большая прототипная монолитная плата, отличается выведенной из корпуса с левой стороны частью платы с размещённым на ней 20-тиPIN’овым коннектором для подключения к JTAG Intarface, предназначенной для быстрой перенастройки телефона разработчиками и последующего тестирования и доработки ПО;
- Siemens SXG75 with JTAG Interface

Prototype B2 и B2+ — предсерийные относительно нормальные прототипные платы, практически не имеющие значительных отличий от серийных, более стабильны, все функции работают аналогично серийным экземплярам, наличие MultiBoot, как правило, имеют NAND-чип от компании Toshiba на 128 Мегабайт.
- Siemens SXG75 Prototype B2
- Siemens SXG75 Prototype B2

Siemens SXG75 Metallic Black — наиболее распространённая серийная версия телефона, исполненная в традиционном цвете чёрный металлик и белой подсветкой клавиатуры, за что и заслужила наибольшую популярность у поклонников марки. Эта модель была произведена в наибольших количествах.
Siemens SXG75 Metallic White — прямая противоположность предыдущей версии, была исполнена в цвете белый металлик и имела голубую подсветку клавиатуры. Помимо цвета корпуса и подсветки клавиатуры, внешних отличий и внутренних в оформлении интерфейса стандартной темы или чего-либо другого не было предусмотрено производителем. Эта модель выпускалась в более ограниченном количестве, за что и считается более ценной среди остальных.
Siemens SXG75 Orange Blue — отличается от предыдущих версий лишь ярким окрасом корпуса: передняя часть корпуса и задняя верхняя крышка GSM-антенны окрашены в чёрный металлик и отполированы, а алюминиевая накладка снизу на передней части корпуса и крышка АКБ окрашены в ярко-оранжевый цвет, крышка заднего динамика окрашена в ярко-голубой цвет и так же отполированы. Подсветка клавиатуры — белого цвета. Отличий во внутреннем оформлении интерфейса стандартной темы телефона также нет. Эта модель выпускалась в ограниченном количестве, но по задумке производителя официально не является серией Limited Edition и не имеет на корпусе никаких обозначений, традиционно присущих данным сериям.

## Характеристики
| Общие характеристики                   | Общие характеристики |
| -------------------------------------- | --- |
| Диапазоны частот                       | GSM 900, GSM 1800, GSM 1900, WCDMA 2100 |
| Тип корпуса                            | классический, моноблок |
| Конструкция                            | пятипозиционная навигационная клавиша |
| Антенна                                | встроенная |
| Вес                                    | 134 г |
| Размеры                                | 111x53x20 мм |
| Звонки                                 | |
| Тип мелодий                            | 64-тональная полифония |
| Мелодия вызова                         | любой поддерживаемый звуковой файл |
| Виброзвонок                            | есть |
| Видеовызов                             | есть |
| Связь                                  | |
| Интерфейсы                             | IRDA, COM-порт, USB, Bluetooth (1.2, возможность одновременно принимать и отправлять файлы)                                                                  |
| Доступ в интернет                      | WAP, GPRS, POP/SMTP-клиент, HTML-браузер: xHTML, HTML |
| GPRS                                   | Class 10, 32—48 kbps |
| EDGE                                   | нет |
| UMTS                                   | есть, 384 kbps |
| Синхронизация с компьютером            | есть |
| Сообщения                              | |
| Дополнительные функции                 | ввод текста со словарём Т9, поддержка смайлов. |
| SMS                                    | есть |
| MMS                                    | есть |
| EMS                                    | есть |
| Другие функции                         | |
| Громкая связь (встроенный динамик)     | есть |
| Управление                             | голосовой набор, голосовое управление |
| Многозадачность                        | есть |
| Автономная работа                      | есть возможность выключения радиочасти |
| Навигация                              | |
| Встроенный GPS-приёмник                | есть |
| Экран                                  | |
| Тип экрана                             | цветной TFT-экран, 262144 цветов |
| Разрешение экрана                      | 240x320 пикс. |
| Геометрический размер экрана           | 2,2' |
| Мультимедийные возможности             | |
| Задняя фотокамера                      | Biomorphic Bi9281T 1600x1200 (2.0 млн пикс.) |
| Фронтальная CIF-камера                 | IC-Media ICM102A или ICM202B для видеозвонков 352х288 (0.1 млн пикс.)                                                                                        |
| Встроенная вспышка                     | нет (подключается внешняя ксеноновая вспышка Siemens IFL-600)                                                                                                |
| Запись видеороликов                    | есть (в формате 3gp разрешение 176х144 пикс., 15 кадров/сек, время записи ограничено 5 мин.)                                                                 |
| Диктофон                               | есть (в формат wav, время записи ограничено свободным пространством либо в телефоне, либо на карте памяти)                                                   |
| Поддерживаемые видеоформаты            | mp4, 3gp, rm |
| Поддерживаемые аудиоформаты            | mp3, aac, aac+, aac++, rm, wav, amr, mmf, midi, str, realaudio 8/9                                                                                           |
| Аудио                                  | FM-радиоприемник с RDS, MP3-проигрыватель |
| Возможность подключения аудиокомплекта | есть (портативные колонки Siemens IMS-700 на аккумуляторах)                                                                                                  |
| Игры                                   | есть |
| Java-приложения                        | есть (MIDP 2.0), с Bluetooth/IRDA установить можно через BrewFM, загрузка с интернета, с компьютера устанавливается программой Java Midlet Installer (JMI)   |
| BREW-приложения                        | есть (необходим сертификат компании Qualcomm с расширением .sig)                                                                                             |
| Объём встроенной памяти                | 128 МБ |
| Объём памяти, доступной пользователю   | 72 МБ |
| Тип карты памяти                       | RS-MMC. Максимальный объём карты памяти до 1ГБ, но возможно и до 4ГБ, при этом доступно будет только 1ГБ, остальные 3 можно использовать для хранения данных |
| Питание                                | |
| Тип аккумулятора                       | Li-Ion |
| Время зарядки                          | 2 часа до 100 % |
| Ёмкость аккумулятора                   | 1000 мАч |
| Время разговора                        | GSM: до 360 мин/UMTS: до 300 мин |
| Время ожидания                         | 400 часов (данные производителя). В действительности до 240 часов.                                                                                           |
| Записная книжка и органайзер           | |
| Записная книжка в аппарате             | 500 номеров, до 4 номеров для каждого |
| Органайзер                             | будильник, калькулятор, планировщик задач |
| Дополнительная информация              | |
| Операционная система                   | propriety-Linux c надстройкой BREW version: 3.1.3.17 |
| Центральный процессор                  | Qualcomm MSM6250 |
| Ядро                                   | ARM926EJ-S от компании ARM Ltd. |
| Частота процессора                     | 146 МГц |
| Оперативная память SDRAM               | Qimonda HY18L512320BF-7 |
| Объём оперативной памяти               | 512 Мегабит (64 Мегабайт) |
| Флеш-память NAND                       | Toshiba TH58DYG0AA2XGP5 |
| Объём флеш-памяти                      | 1 Гигабит (128 Мегабайт) |
| Модель Bluetooth                       | Broadcom BCM2004 |
| Модель IRDA                            | Citizen CIM80S7B |
| Модель FM-приёмника                    | NXP Semiconductors TEA5764HN (бывшая Philips Semiconductors)                                                                                                 |
| Контроллер питания                     | Qualcomm PM6650 |
| Модель TFT-дисплея                     | Toshiba |
| Модель контроллера заряда\разряда АКБ  | Texas Instruments BQ27000 |

## Похожие модели
- Motorola E1120
- Sony Ericsson D750i
- Sony Ericsson K608i
- Sony Ericsson W800i
- Sony Ericsson K750i
- Sony Ericsson K600i